# Чилийская крачка
Чилийская крачка (лат. Sternula lorata) — вид птиц из семейства чайковых (Laridae). Подвидов не выделяют. Распространён в Чили, Эквадоре и Перу.

## Описание
Чилийская крачка — небольшая крачка длиной 23—24 см. Верхняя половина головы, затылок и шея чёрные, остальная часть головы белая. Спина, крылья и хвост серые. Горло, подбородок и верхняя часть груди белые, а грудь, брюхо и бока бледно-серые. Нижние кроющие перья хвоста белые. Клюв желтый с чёрным кончиком, радужная оболочка коричневая, а ноги желтоватые.
Крик состоит из пронзительного "kik" и резкого "gree", а также из нисходящей серии нот "kee-ee-eer".

## Распространение
Ареал чилийской крачки ограничен тропическими прибрежными районами запада Южной Америки и простирается от севера Эквадора через Перу до севера Чили.

## Питание
Чилийская крачка питается преимущественно мелкой рыбой, в состав рациона входят перуанский анчоус (Engraulis ringens), атлантическая сайра (Scomberesox saurus), перуанские одонтесы (Odontesthes regia),  Normanichthys crockeri, а также криль. Как и другие крачки, она парит над морем и охотится, погружаясь в воду. Чилийская крачка обычно добывает пищу в прибрежных районах, но иногда её можно увидеть в 10—70 км от берега.

## Размножение
Сезон размножения приходится на период с августа по февраль с пиком с октября по январь. Чилийская крачка гнездится небольшими группами (3—25 гнезд), с расстояниями между гнездами обычно более 100 м. Гнезда располагаются либо на широких песчаных пляжах и в дюнах (в 100—200 м от отметки прилива), связанных с водно-болотными угодьями, либо на пустынных равнинах в 1—3 км от берега. В кладке одно или два яйца, но обычно оперяется только один птенец. Продолжительность инкубационного периода составляет 22—23 дня. После окончания сезона размножения чилийские крачки откочёвывают от побережья в открытые воды, где остаются с апреля по июль. В годы Эль-Ниньо крачки отсутствуют на берегу, не предпринимают попыток размножения и, вероятно, остаются в море.